# Noisecontrollers
Noisecontrollers är en hardstylegrupp grundad 2005 av de nederländska producenterna och DJ:erna Bas Oskam (född 1980) och Arjan Terpstra (född 1981). I november 2013 hoppade Terpstra av gruppen.
Noisecontrollers fick sitt genombrott 2009 genom sin hymn till In Qontrol: Ctrl.Alt.Delete. Samma år spelade de på Hardbass, Defqon.1, Mysteryland, Qlimax och Reverze. I november 2010 lämnade de sitt skivbolag Fusion Records och grundade tillsammans med Wildstylez Digital Age. De gjorde den officiella hymnen till Defqon.1 2011: Unite. 2014 gavs albumet All Around ut.

## Diskografi

### Singlar
- 2007 Noisecontrollers - Feel It
- 2007 Noisecontrollers - Creatures / Against All Odds
- 2007 Noisecontrollers - Crump / Marlboro Man / Aliens
- 2007 Noisecontrollers vs. Speedy Bass - Wanna Freak You
- 2008 Noisecontrollers - Bassleader Anthem
- 2008 Noisecontrollers - Shreek / Venom / Rushroom
- 2009 Noisecontrollers - Ctrl.Alt.Delete (In Qontrol Anthem 2009)
- 2009 Noisecontrollers - Surge Of Power EP Part 1
- 2009 Noisecontrollers - Surge Of Power EP Part 2
- 2009 Headhunterz & Wildstylez vs. Noisecontrollers - Tonight / Famous
- 2009 Noisecontrollers - Yellow Minute / Sanctus / Revolution Is Here / Attack Again
- 2010 Noisecontrollers vs. Toneshifterz - Jaydee / Empire Of The Sun
- 2010 Noisecontrollers vs. Headhunterz - The Space We Created
- 2010 Noisecontrollers vs. DBSTF - Fuck Again (Wavepuncher MashUp)
- 2010 Noisecontrollers & Zany - Paranoid / Diffusion / Diavoli
- 2010 Noisecontrollers - Faster n' Further / Club Jumper / Darkside Of Emotions / Macabre 2010
- 2010 Noisecontrollers - Summer in The City [Part I & II] (Decibel Outdoor 2010 Anthem)
- 2010 Noisecontrollers & Psyko Punkz - Bass Mechanics / Universe
- 2011 Noisecontrollers - Escape (Self released)
- 2011 Noisecontrollers - Disco is the music (self released)
- 2011 Noisecontrollers & MC Renegade - Ready 2 Go (self released)
- 2011 Noisecontrollers & Wildstylez - Stardust
- 2011 Wildstylez & Noisecontrollers - A Different Story
- 2011 Noisecontrollers & Wildstylez - Stardust
- 2011 Noisecontrollers - Gimme Love
- 2011 Noisecontrollers - Give It Up
- 2011 Noisecontrollers - Big Bang
- 2011 Noisecontrollers - Stella Nova
- 2011 Noisecontrollers - Unite (Defqon.1 Anthem 2011)
- 2012 Noisecontrollers - Pillars of creation
- 2012 Noisecontrollers - Universe was born
- 2012 Noisecontrollers - E = NC2
- 2012 Noisecontrollers - Break the show / Sludge
- 2013 Noisecontrollers & Showtek - Get Loose
- 2013 Noisecontrollers - Destroyer Of World
- 2013 Noisecontrollers ft. Alpha2 - Craving for the beat
- 2013 Noisecontrollers - Experience the Beyond (IQON ANTHEM)
- 2013 Noisecontrollers - Destroyer of Worlds
- 2013 Noisecontrollers - All Around The World
- 2014 Noisecontrollers - what?!
- 2014 Noisecontrollers - Down Down

### Remixer
- 2009 Zany - Thugs (Noisecontrollers Remix)
- 2009 Wildstylez - KYHU (Noisecontrollers Remix)
- 2009 Brennan Heart - One Blade (Noisecontrollers Remix)
- 2009 Showtek - We Live For The Music (Noisecontrollers Remix)
- 2010 Headhunterz - Forever Az One (Noisecontrollers Remix)
- 2010 Brooklyn Bounce - Club Bizarre (Headhunterz & Noisecontrollers Remix)
- 2011 Dutch Master - Million Miles (Noisecontrollers Remix)
- 2013 Jurgen Vries - The Theme (Noisecontrollers Remix)
- 2013 Hardwell - Apollo (Noisecontrollers Remix)